# Miklavž pri Taboru
Miklavž pri Taboru je naselje v Občini Tabor.

Miklavž pri Taboru je naselje samotnih kmetij in razloženih zaselkov na severnem delu posavskega hribovja nad Taborom. Sestavljajo ga zaselki Klovn, Zaglink, Zarzise, Konjšca, Reber in Šmiklavž.